# Province de Hualgayoc
La province de Hualgayoc (en espagnol : Provincia de Hualgayoc) est l'une des neuf provinces de la région de Cajamarca, dans le centre du Pérou. Son chef-lieu est la ville de Bambamarca. Elle fait partie du diocèse de Cajamarca.

## Géographie
La province couvre une superficie de 777,15 km2. Elle est limitée au nord par la province de Chota, à l'est par la province de Celendín, au sud par la province de Cajamarca et la province de San Pablo, à l'ouest par la province de San Miguel et la province de Santa Cruz.

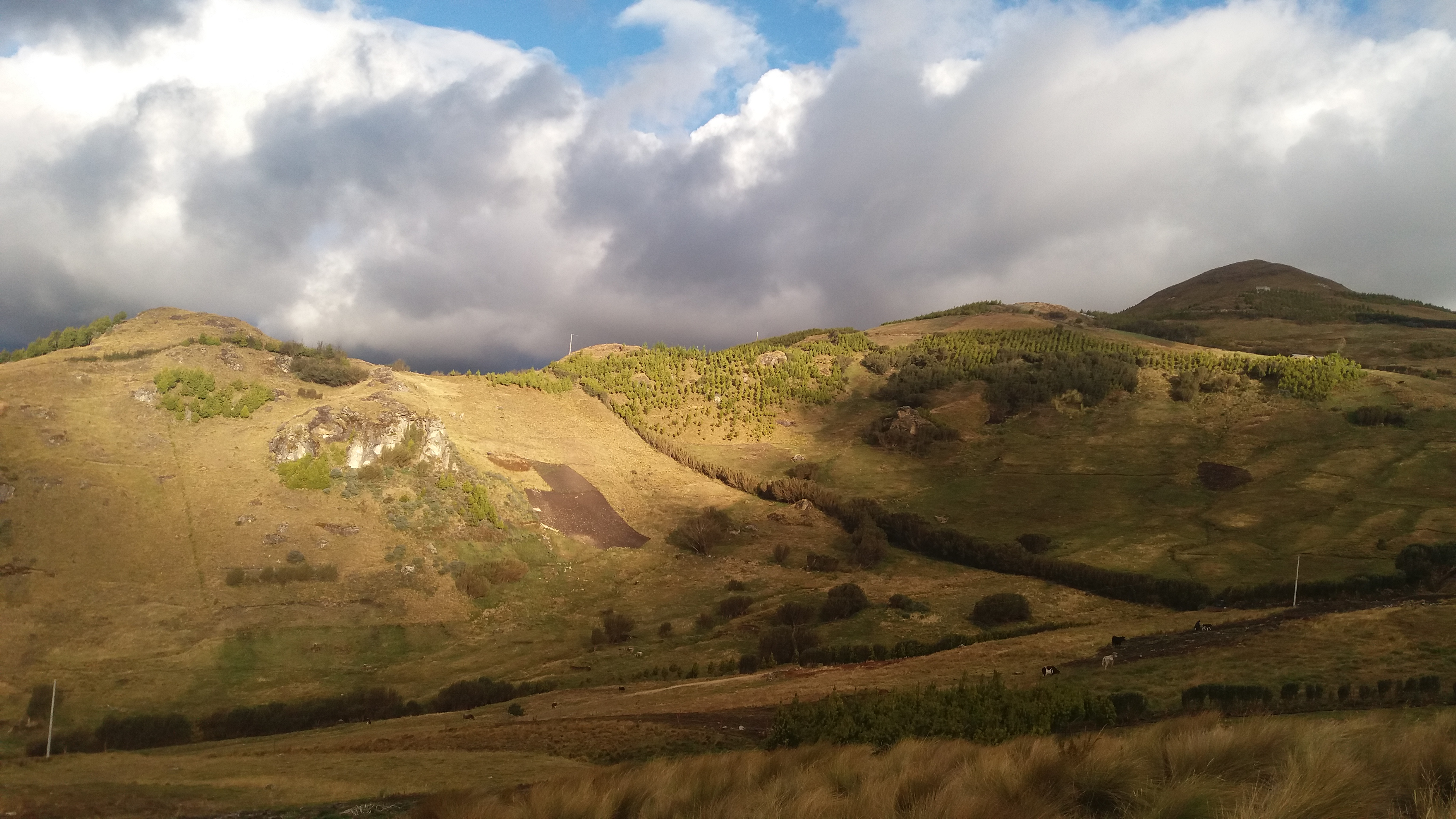
Centre ville el alum à Bambamarca Cajamarca Pérou

## Population
La population de la province s'élevait à 89 813 habitants en 2007.

## Subdivisions
La province de Hualgayoc est divisée en trois districts :
- Bambamarca
- Chugur
- Hualgayoc